# NGC 7580
NGC 7580 is een spiraalvormig sterrenstelsel in het sterrenbeeld Pegasus. Het hemelobject werd op 25 september 1886 ontdekt door de Amerikaanse astronoom Lewis A. Swift.

## Synoniemen
- UGC 12481
- IRAS 23150+1343
- MCG 2-59-19
- ZWG 431.34
- MK 318
- KUG 2315+137
- PGC 70962